# Frank Schambor

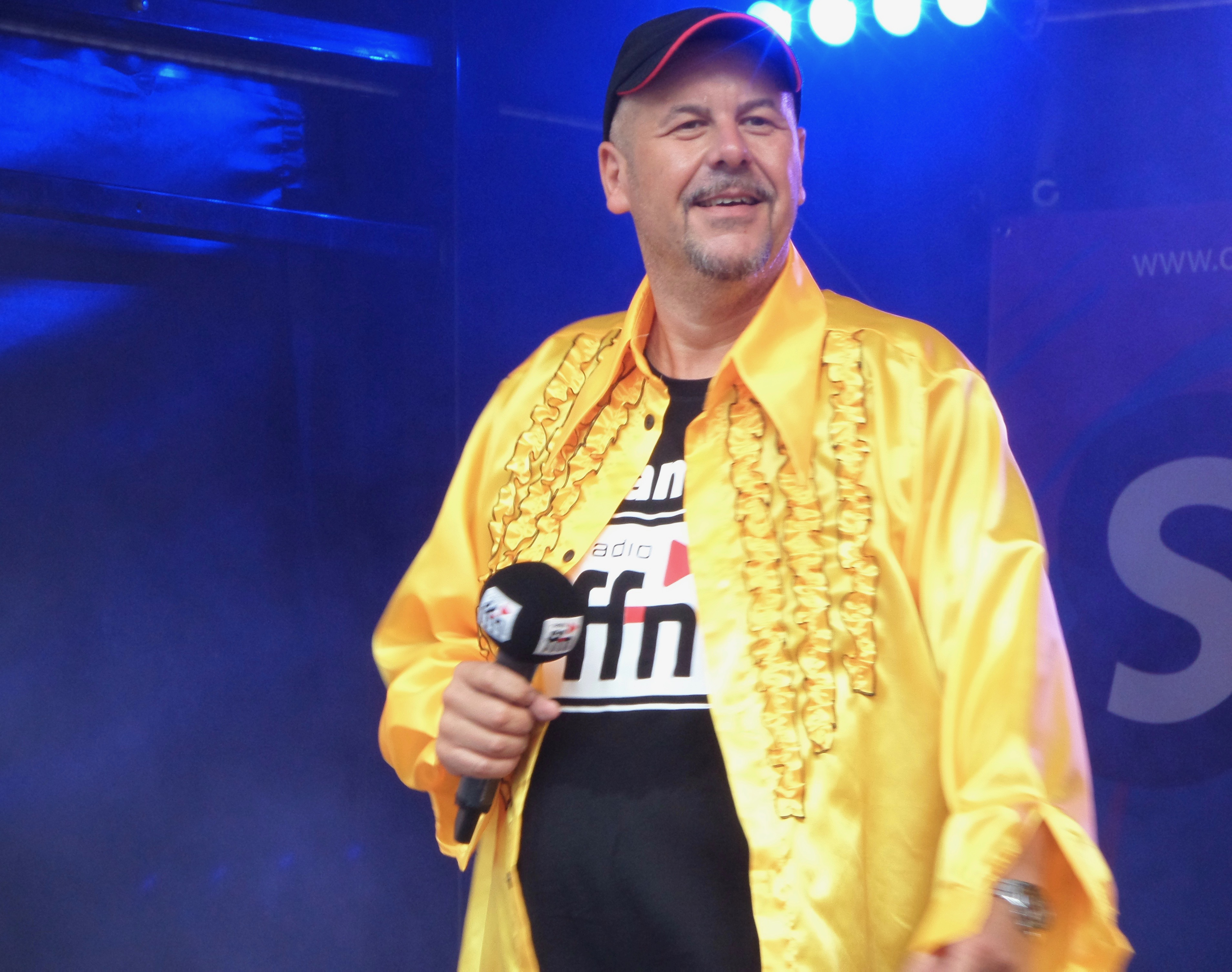
Schambor bei der Summer of Love-Party in Oldenburg (2017)

Frank Schambor (* 13. Oktober 1971 in Wuppertal als Frank Schulte) ist ein deutscher Hörfunkmoderator. Bekannt wurde er durch seine Moderation bei radio ffn als ffn-Morgenmän Franky.

## Leben und Karriere
Von Februar 1995 bis 1999 moderierte er verschiedene Sendungen für N-Joy Radio (heute N-Joy) des NDR. Seit dem 1. Mai 1999 war Schambor als ffn-Morgenmän Franky in der Morningshow von ffn tätig. Anfang Juli 2021 wurde bekannt, dass Schambor den Sender ffn zum 31. Juli 2021 nach 22 Jahren verlassen wird.

### Privates
Schambor ist geschieden, Vater eines Sohnes und lebt in Vahrenwald-List, Hannover. Lange Zeit war der Radio-Moderator auch für sein adipöses Äußeres bekannt. Mit einer Operation ließ sich Schambor im September 2016 den Magen verkleinern und reduzierte sein Körpergewicht von ursprünglich 178 Kilogramm innerhalb einiger Monate.